# 다루왕
다루왕(多婁王, ? ~77년, 재위: 28년 2월~77년)은 백제의 제2대 국왕이다.
삼국사기에 의하면 온조왕의 장남이다. 그러나 삼국유사의 왕력편에 의하면 다루왕은 온조왕의 차남이다.

## 생애
10년에 태자로 책봉되었고 28년에 왕위에 올랐다. 《삼국사기》의 기록에 따르면, 성격이 후덕하며 위망이 있었다고 한다.
29년 봄 정월에 시조의 묘에 배알하고 제사를 지낸 기록이 있고, 33년에는 남부 주군으로 하여금 벼농사를 짓게 하였다고 한다.
38년에 흉년으로 백성의 살림이 곤란하자 전국적으로 양주(釀酒)를 금지시키고 지방을 순시하며 빈민을 구호했다. 여러 차례 말갈과 싸워 겨우 막아내고 56년에는 우곡성(牛谷城)을 쌓아 동북지방의 방비를 정비했다.
63년 10월에 낭자곡성(娘子谷城, 현재의 청주)까지 영토를 넓히고 신라에 사신을 보내어 만나기를 청하였으나 신라 탈해 이사금이 응하지 않았다.
64년 8월에 군사를 보내 신라의 와산성(蛙山城)을 공격했으나 함락하지 못했다. 10월에 또 신라의 구양성(狗壤城)을 공격했는데, 신라의 탈해 이사금이 기병 2천 명을 보내는 바람에 크게 패하였다.
66년 다시 와산성을 공격하고 수비병 2백을 근처에 주둔시켰으나 신라가 이를 격퇴하였다.
70년에 다시 신라를 침공하였으나 성과가 없었다.
74년에 다시 신라의 변방을 침공했으나, 탈해 이사금이 신라 중앙군을 보내 백제군이 패하였다.
75년 10월, 신라의 와산성을 다시 공격하여 겨우 함락하였다.
76년 9월, 신라는 정예군을 보내 와산성을 회복함과 동시에 백제를 정벌하여, 주민 2백여 명을 모두 죽였다.

## 가계
- 의붓조부 : 동명성왕(東明聖王, 기원전 58년~기원전 19년)

- 친조부 : 우태(優台, 생몰년 미상)

- 조모 : 소서노(召西奴, 66[8]~6)
  - 부왕 : 온조(溫祚, ? ~28 재위:18~28)
  - 모후 : ?
    - 국왕 : 다루(多婁, ? ~77, 재위: 28~77)
    - 왕비 : 미상
      - 장남 : 기루(己婁, ? ~128, 재위:77~128)
      - 며느리 : 미상

## 같이 보기
- 유리 이사금 (24년 - 57년)
- 탈해 이사금 (57년 - 80년)
- 대무신왕 (18년 - 44년)
- 민중왕 (44년 - 48년)
- 모본왕 (48년 - 53년)
- 태조왕 (53년 - 146년)
- 김수로왕 (42년? - 199년)
- 스이닌 천황 (기원전 29년~70년)
- 게이코 천황 (71년~130년)